# Об'єкти культурної спадщини міста Донецька (Ростовська область)
- | Зовнішні зображення | Зовнішні зображення     |
| ------------------- | ----------------------- |
|                     | Купол Успенської церкви |

Об'єкти культурної спадщини міста Донецька (рос. Объекты культурного наследия города Донецка)  — це церква і будівлі, що представляють історико-культурну цінність, які знаходяться у місті Донецьк Ростовської області.

## Історія і опис
Успенська православна церква з дзвіницею є об'єктом культурної спадщини регіонального значення.
Успенська православна церква або Храм Успіння Пресвятої Богородиці була зведена в 1861 році.
До наших днів зберігся різьблений іконостас гундоровської святині — один з найстаріших і найкрасивіших на Дону.
По вул. Братів Дорошевих, 30/23, вул. Радянська знаходиться будинок, побудований в 1872 році. Це колишній курінь козаків — купців Беликових. Є об'єктом культурної спадщини. На початок ХХІ сторіччя в цьому приміщенні знаходиться бібліотека імені М. А. Шолохова. Частина будівлі оздоблена сайдингом, що дуже сильно псує історичну красу куреня.
Гундоровське козацьке парафіяльне училище для хлопчиків, розташовувалося по вул. Братів Дорошевых, 40/17. Будівлю було побудовано в 1869 році і належало братам Дорошевим. Також є об'єктом культурної спадщини. На початок ХХІ сторччя в цьому старому будинку знаходиться місцева лікарня зі старовинною назвою «Амбулаторія».
Об'єктом культурної спадщини є Ансамбль Гундоровської церковно-парафіяльної школи з обійстям і кам'яною будівлею ремісничих майстерень по вул. Радянська, 51, побудовано в 1906. Тут знаходиться муніципальний бюджетний загальноосвітній заклад середня загальноосвітня школа № 1 імені Грицька Акулова муніципального утворення «Місто Донецьк».

## Фотогалерея (Об'єкти культурної спадщини міста Донецька)

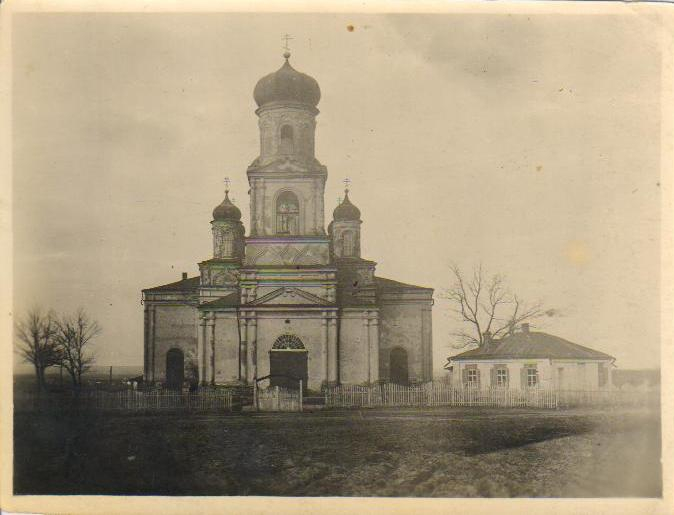
UspenskayaGundorov
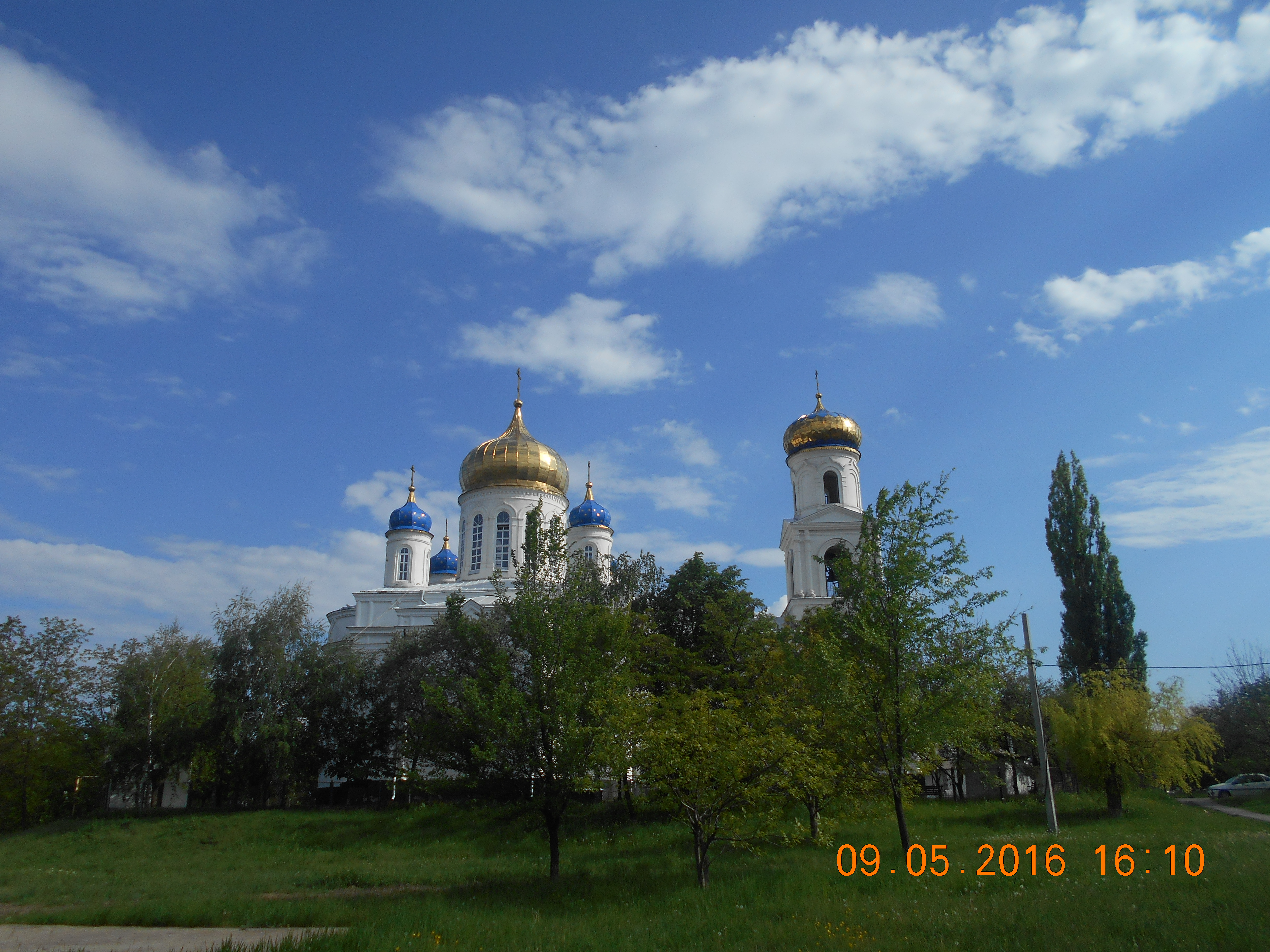
Храм Успіння Пресвятої Богородиці (м. Донецьк, Росія)
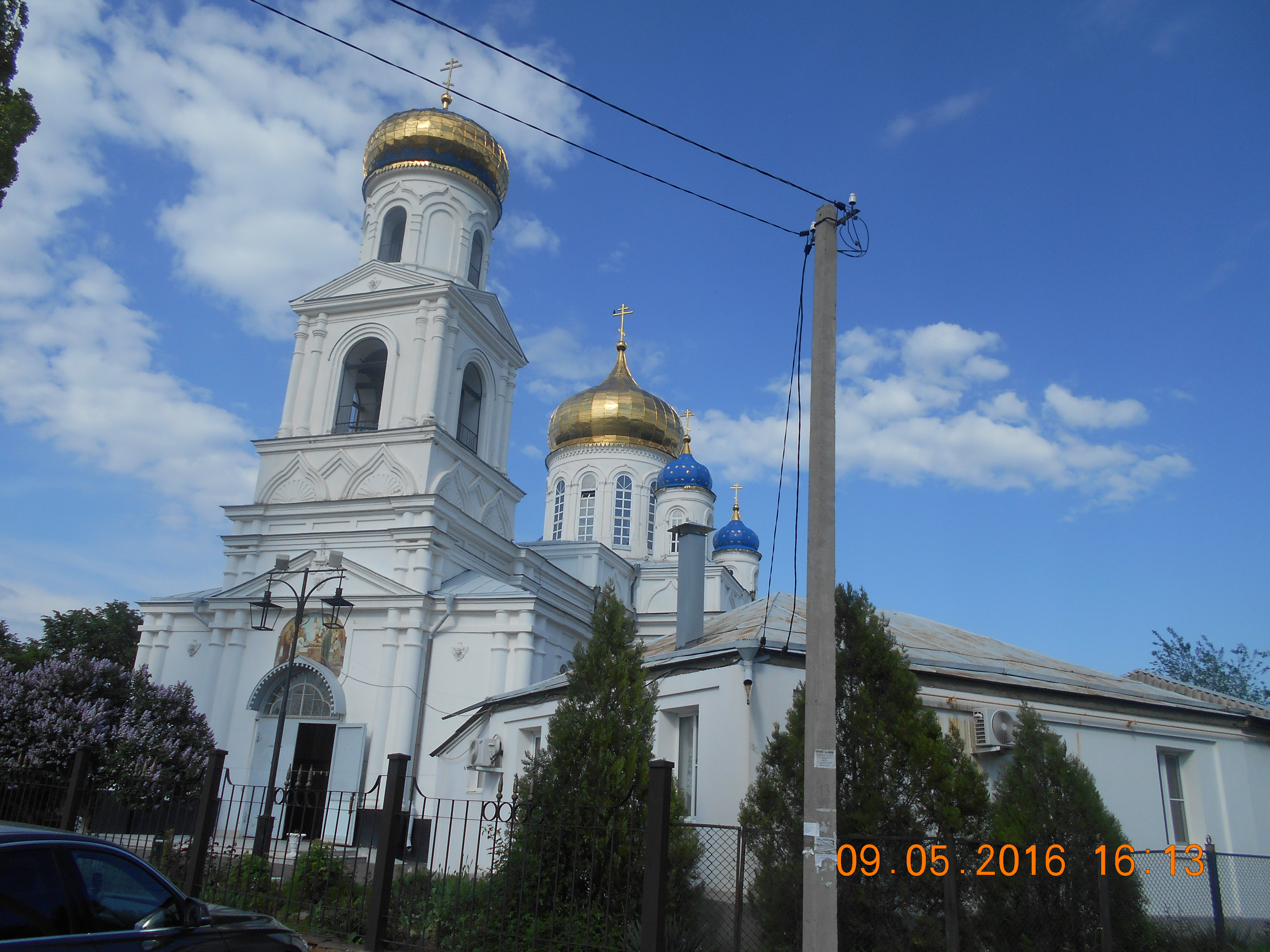
Храм Успіння Пресвятої Богородиці (155 років Храму)
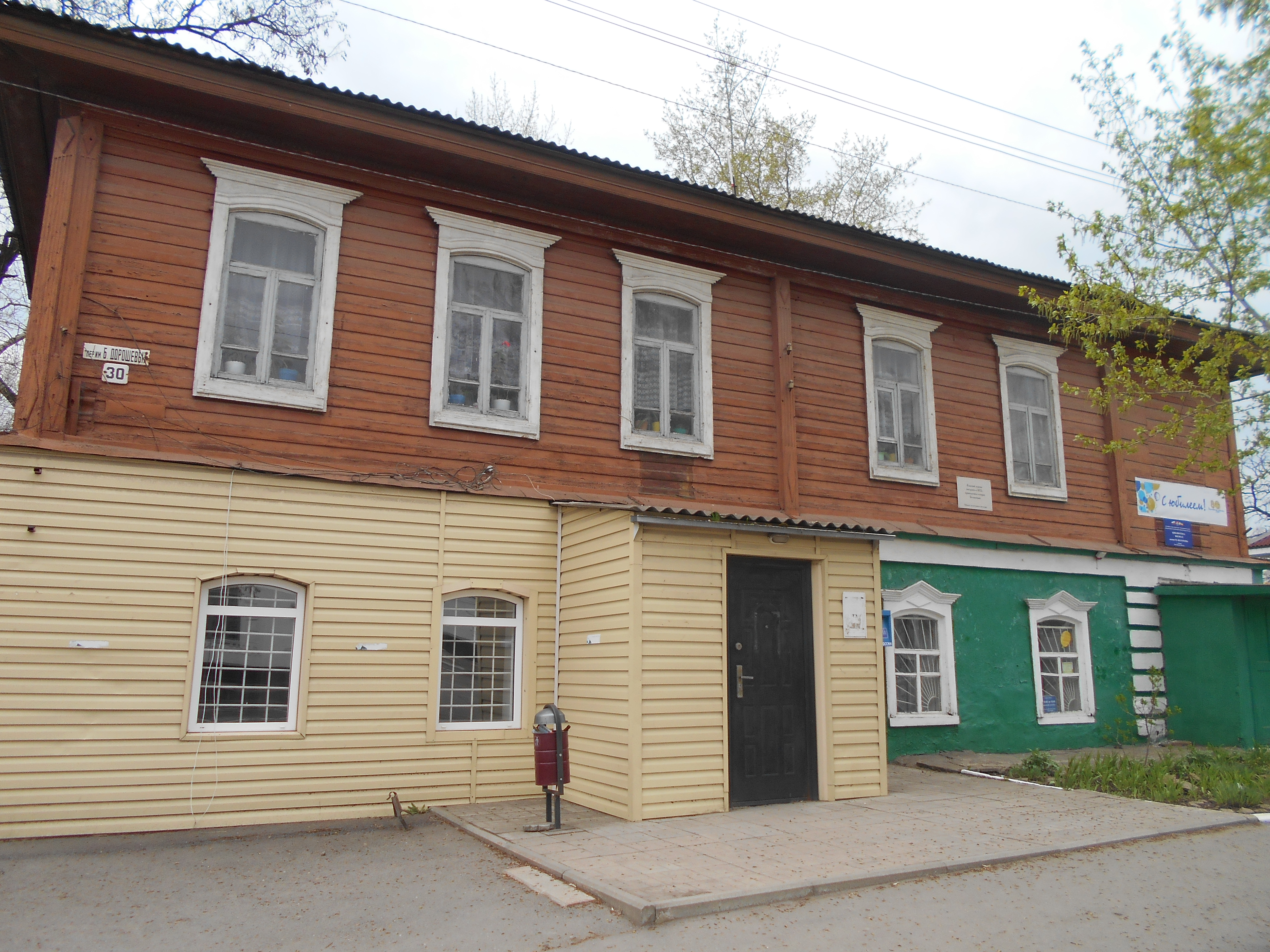
Курінь козаків – купців Беликових (м. Донецьк, РВ)
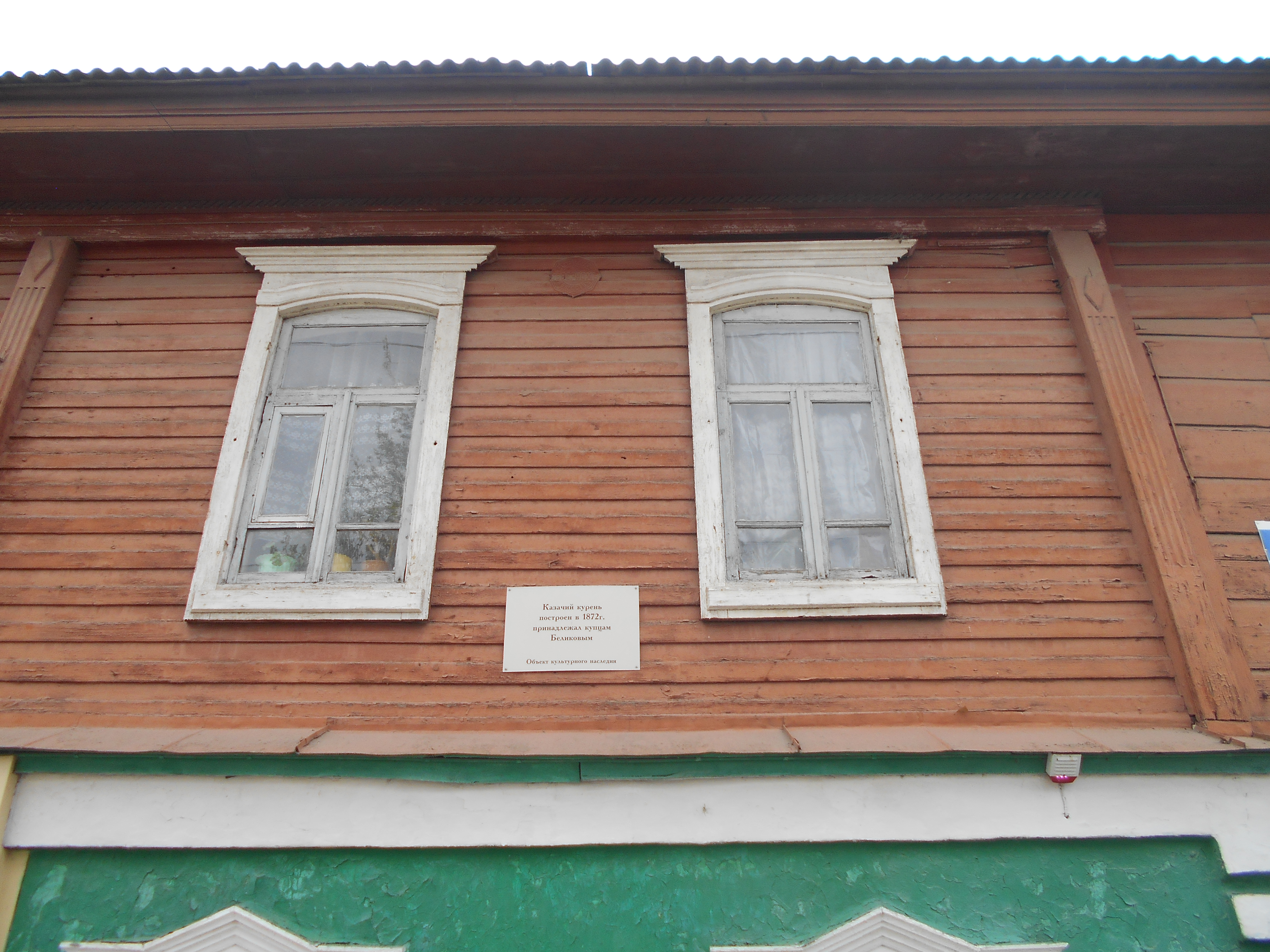
Курінь козаків – купців Беликовых (р. Донецьк, Ростовська область)
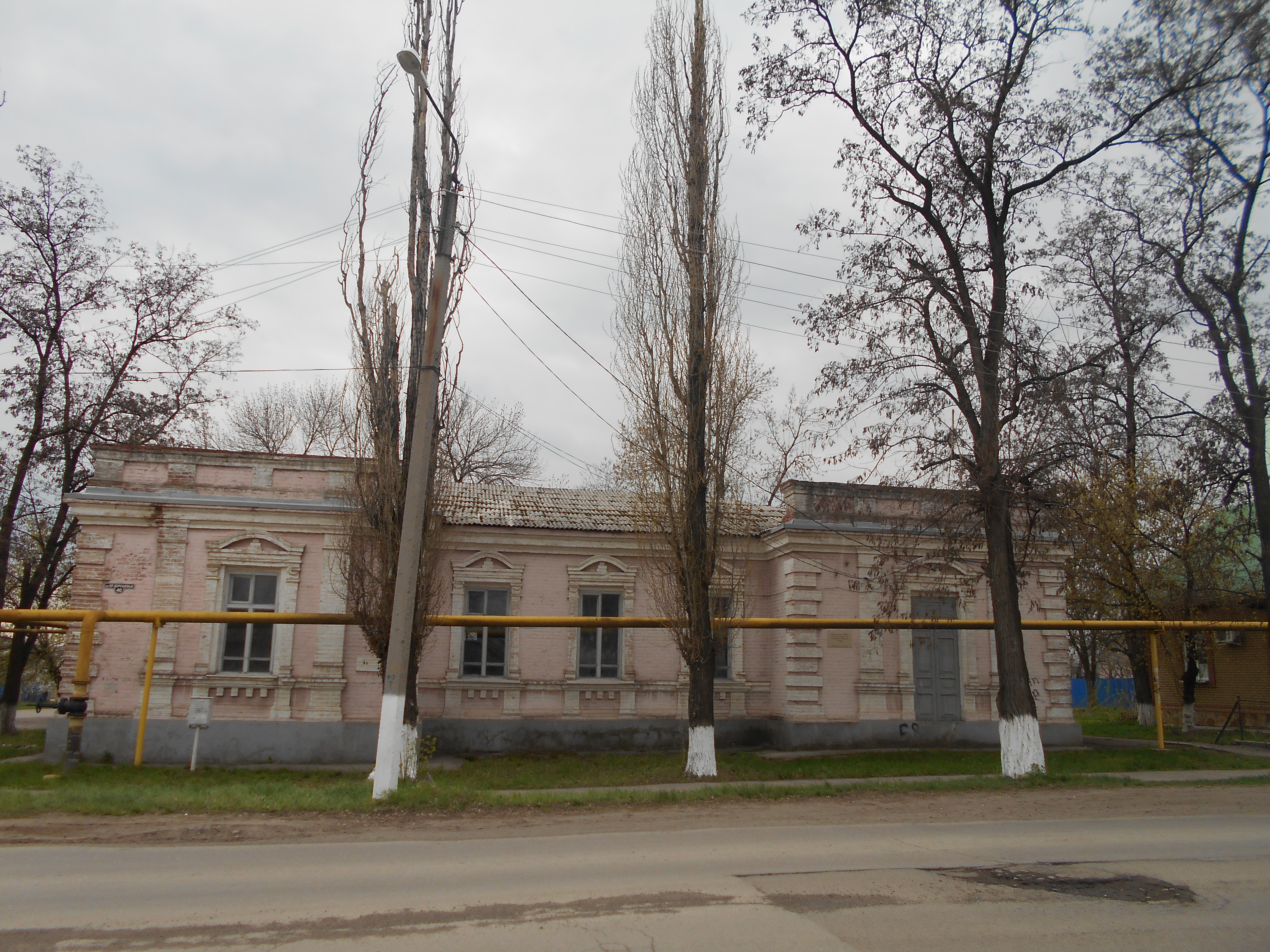
Гундоровское козацьке парафіяльне училище для хлопчиків
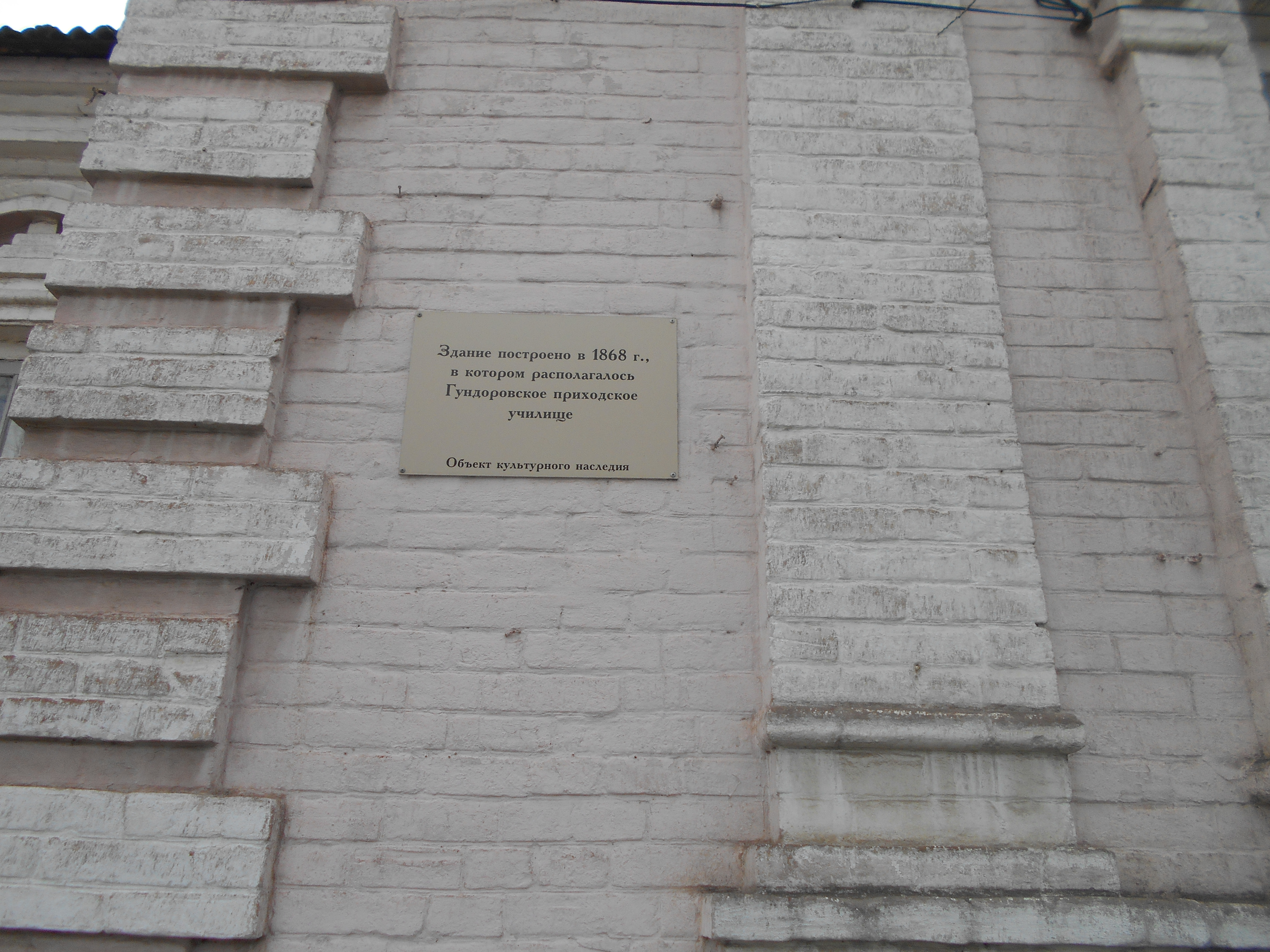
Гундоровское козацьке парафіяльне училище для хлопчиків (р. Донецьк, Ростовська область)
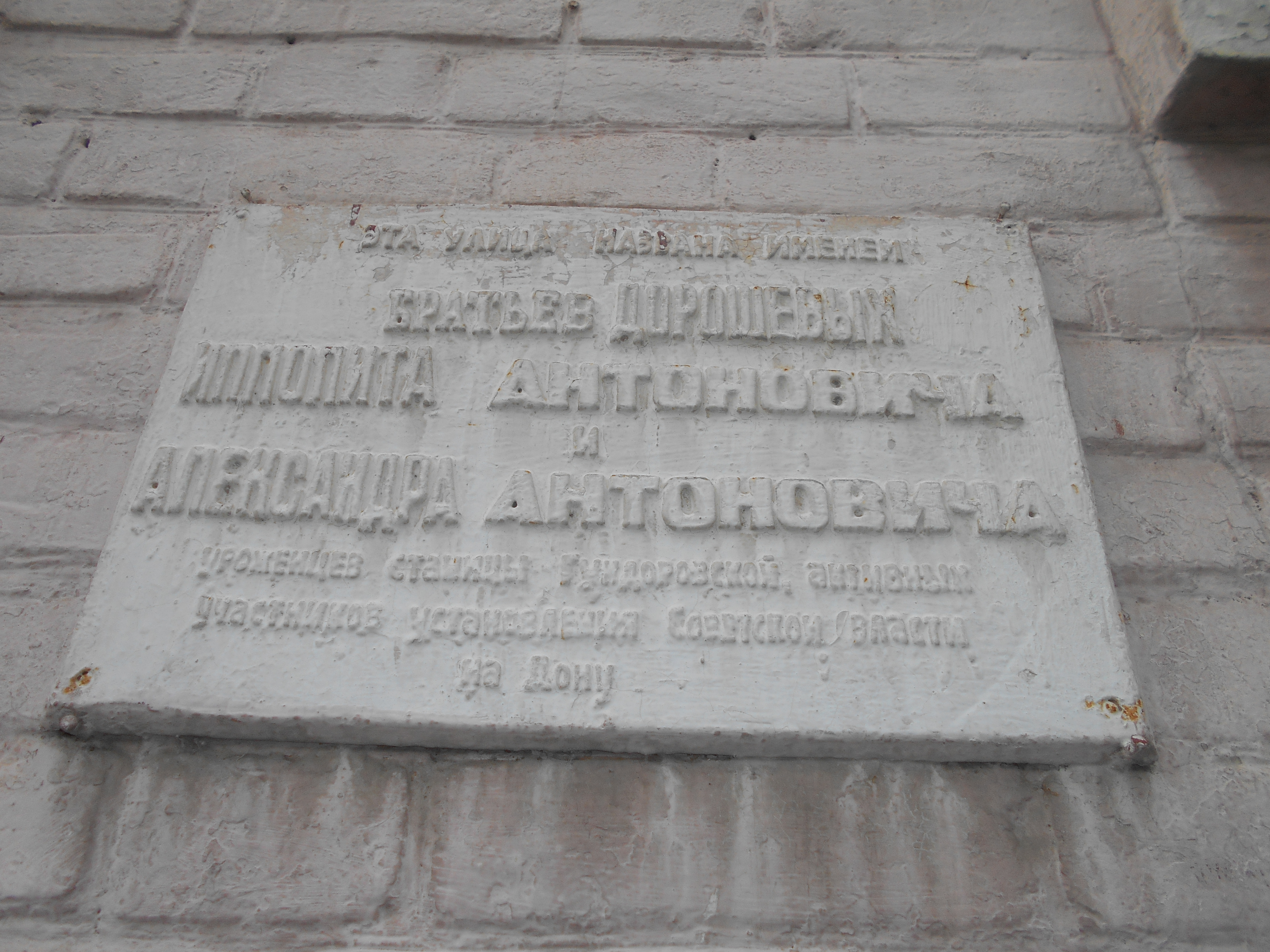
Гундоровське козацьке парафіяльне училище для хлопчиків (м. Донецьк, РФ)
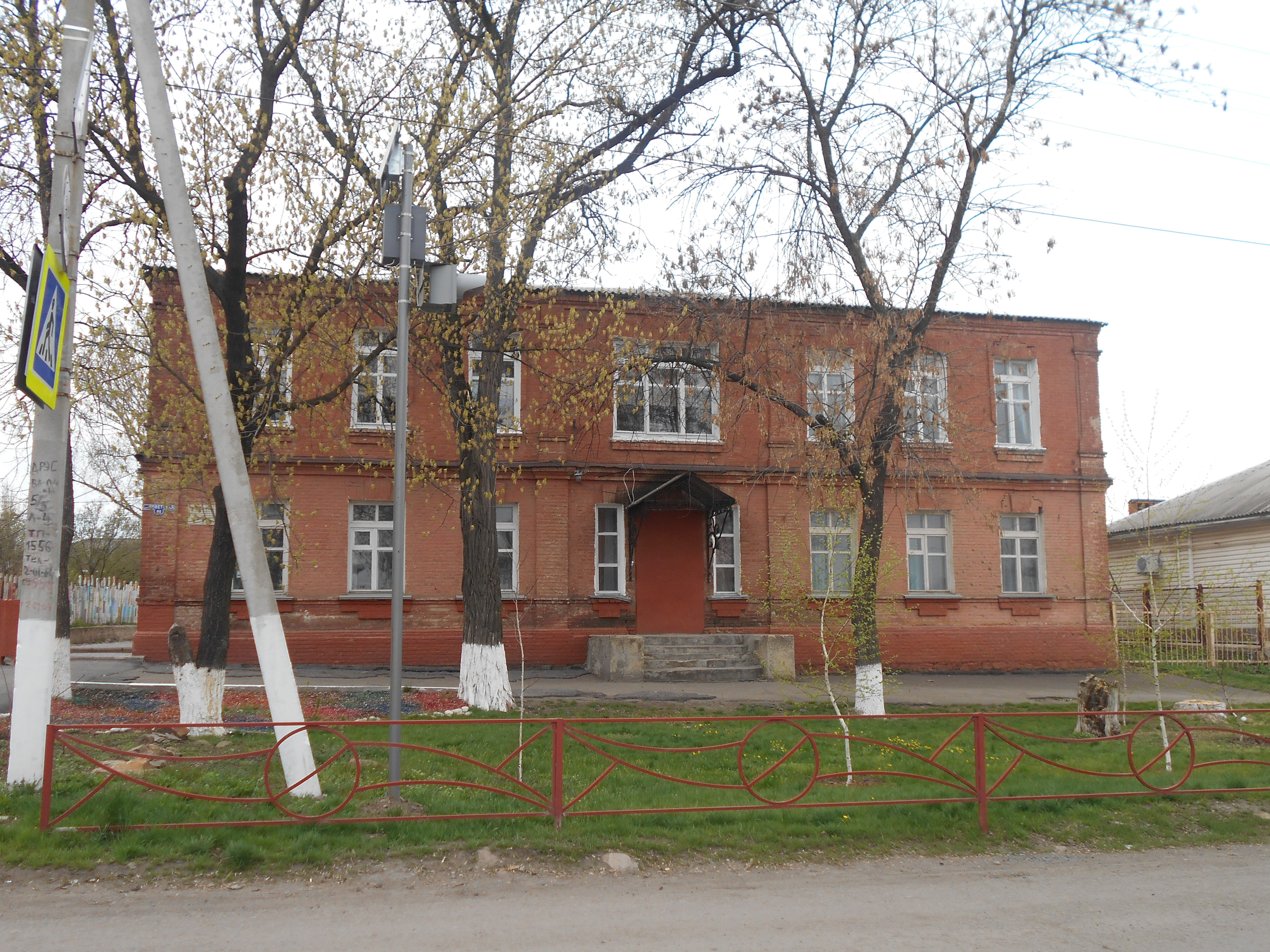
МБОУ ЗОШ № 1 м. Донецьк. Ростовська область
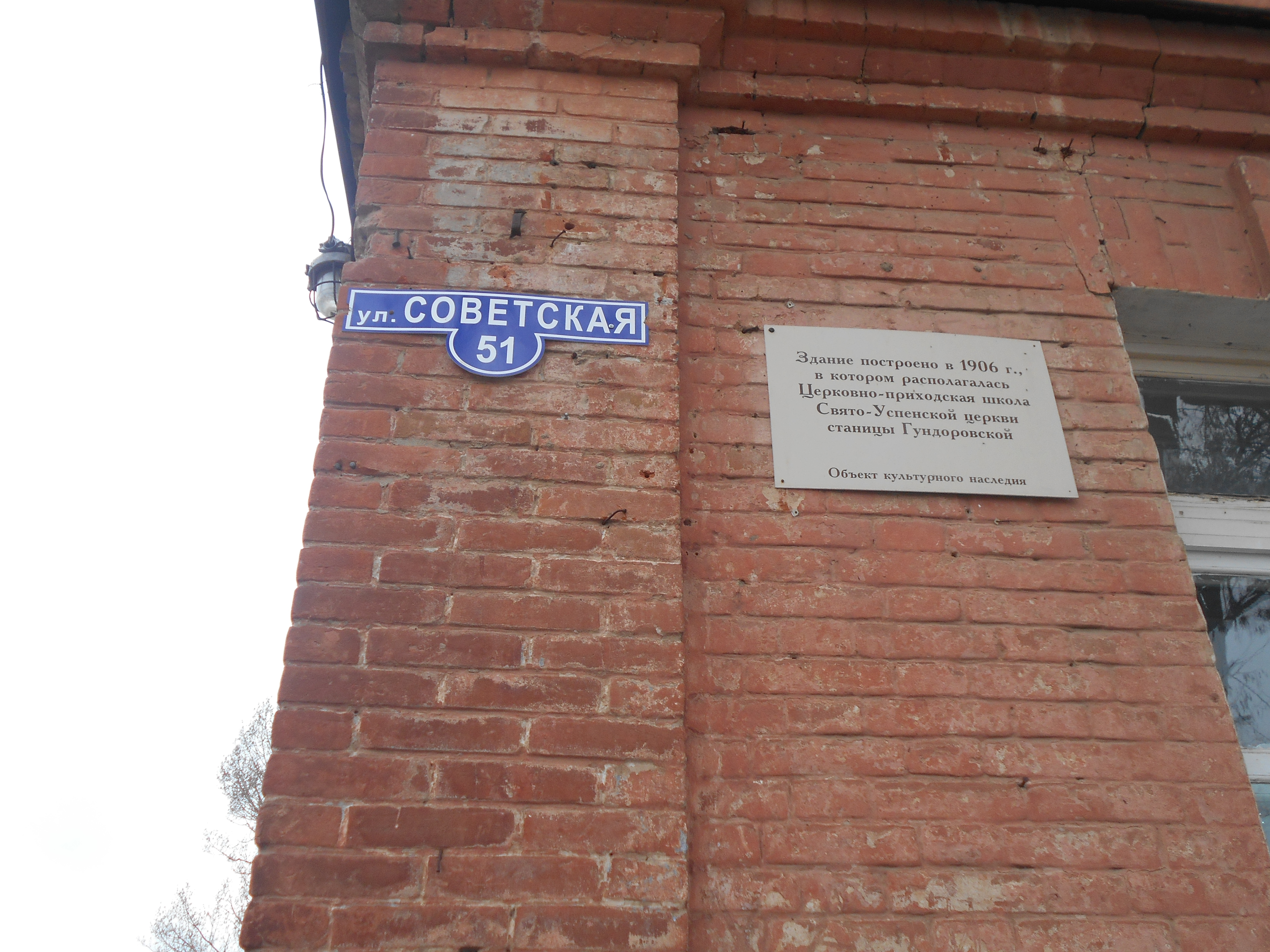
МБОУ ЗОШ № 1 м. Донецьк. РФ
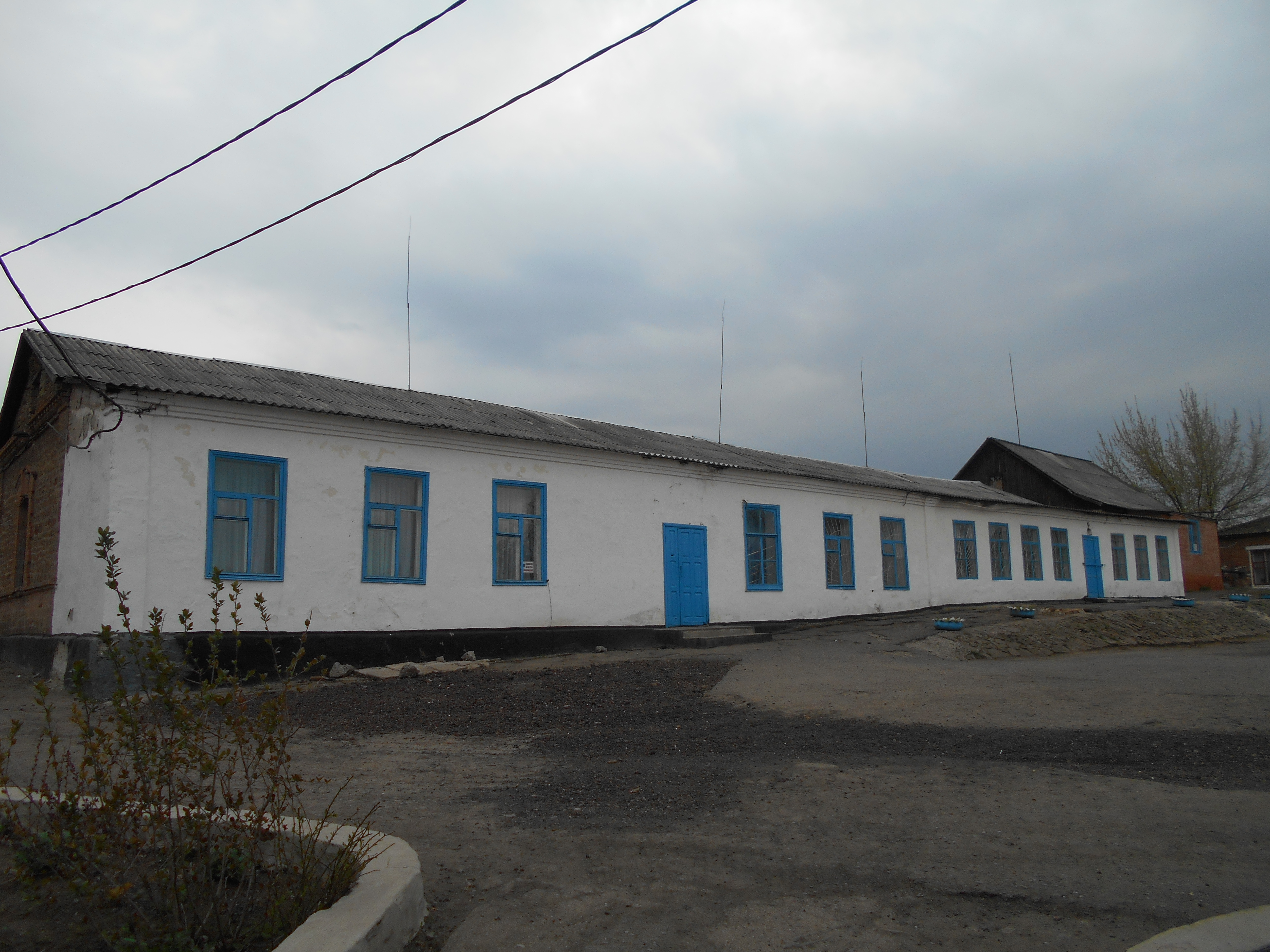
МБОУ ЗОШ № 1 м. Донецьк. Ростовська область
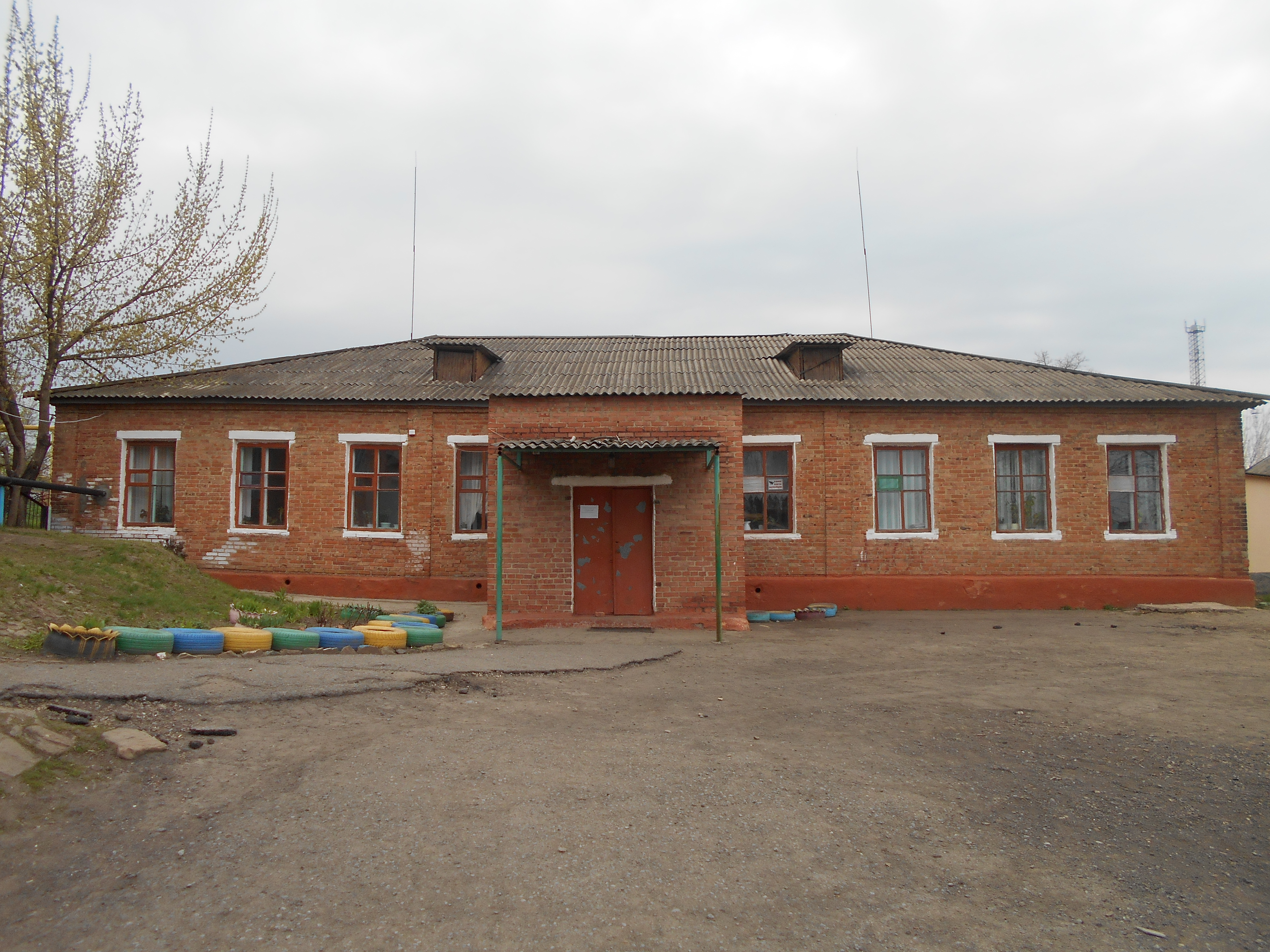
МБОУ ЗОШ № 1 м. Донецьк, РФ
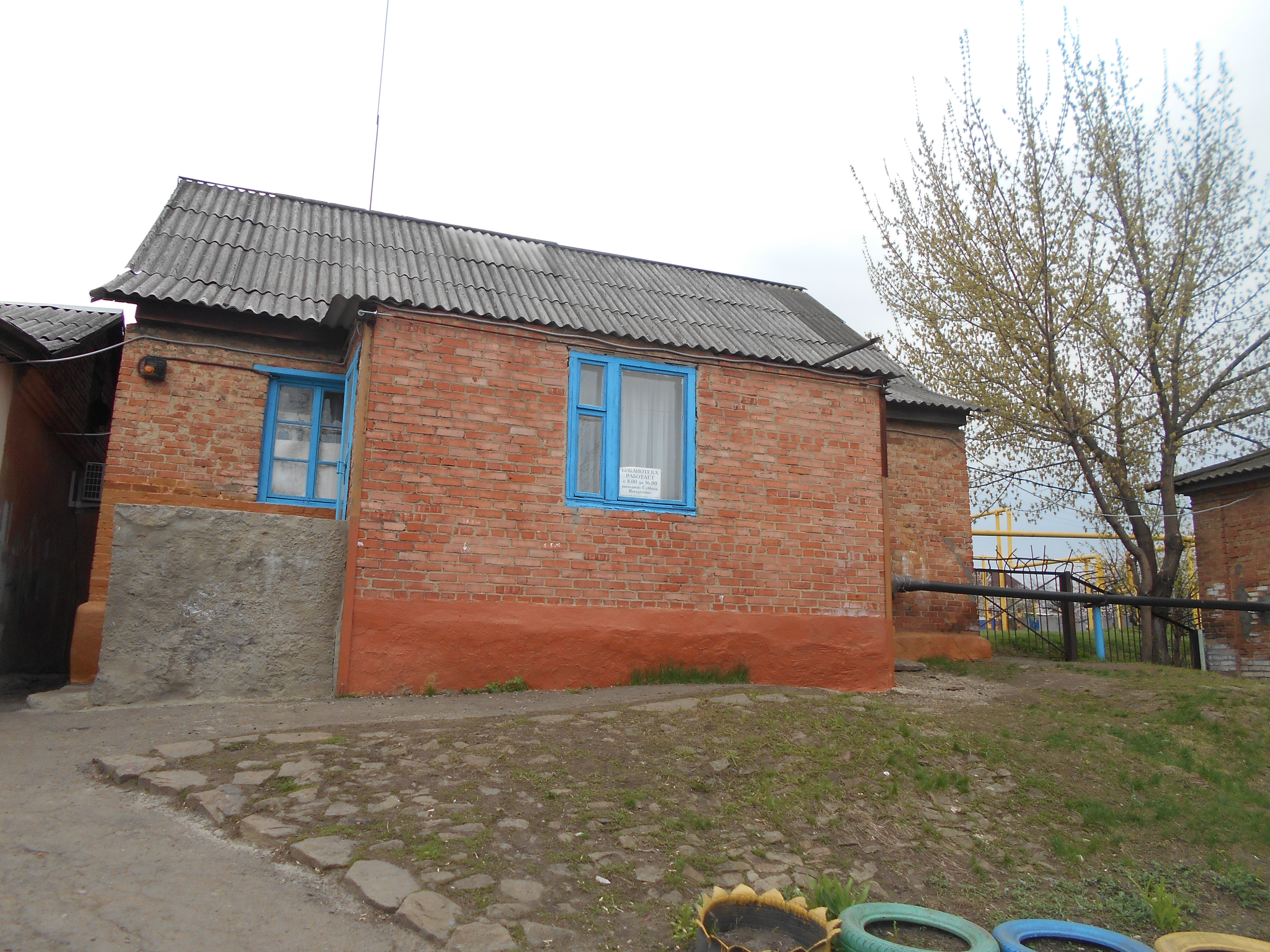
МБОУ ЗОШ № 1 м. Донецьк Ростовської області